# Borusowa
Borusowa – wieś w Polsce, położona w województwie małopolskim, w powiecie dąbrowskim, w gminie Gręboszów.
W latach 1954–1960 wieś należała i była siedzibą władz gromady Borusowa, po jej zniesieniu w gromadzie Gręboszów. W latach 1975–1998 miejscowość administracyjnie należała do województwa tarnowskiego. Przez wieś przebiega droga wojewódzka nr 973.

## Integralne części wsi
| SIMC    | Nazwa    | Rodzaj    |
| ------- | -------- | --------- |
| 0820051 | Błonie   | część wsi |
| 0820068 | Dwór     | część wsi |
| 0820074 | Granica  | część wsi |
| 0820080 | Skrzynki | część wsi |
| 0820097 | Zamoście | część wsi |

## Zabytki
Obiekty wpisane do rejestru zabytków nieruchomych województwa małopolskiego.
- Kaplica mszalna pw. Opieki Matki Boskiej;
  - otoczenie z drzewostanem;
  - ogrodzenie.
- Park dworski.